# Playa del Rey
Playa del Rey är ett strandnära distrikt och en stadsdel i storstaden Los Angeles, USA. 

## Utbildning
Några av skolorna i distriktet. 
- Paseo del Rey Natural Science Magnet (K-5)
- Choice of Loyola Village Elementary School eller Kentwood Elementary School (1-5)
- Orville Wright Middle School (6-8)
- Westchester High School (9-12)